# Gommerville (Eure-et-Loir)
Gommerville is een gemeente in het Franse departement Eure-et-Loir (regio Centre-Val de Loire). De plaats maakt deel uit van het arrondissement Chartres. Op 1 januari 2016 is de tot dan toe bestaande gemeente Gommerville gefuseerd met de gemeente Orlu en opgegaan in een nieuwe gemeente, eveneens Gommerville geheten. De gemeente telde 684 inwoners op 1 januari 2016.

## Geografie
De oppervlakte van Gommerville bedroeg op 1 januari 2016 27,23 vierkante kilometer; de bevolkingsdichtheid was toen 25,1 inwoners per km².

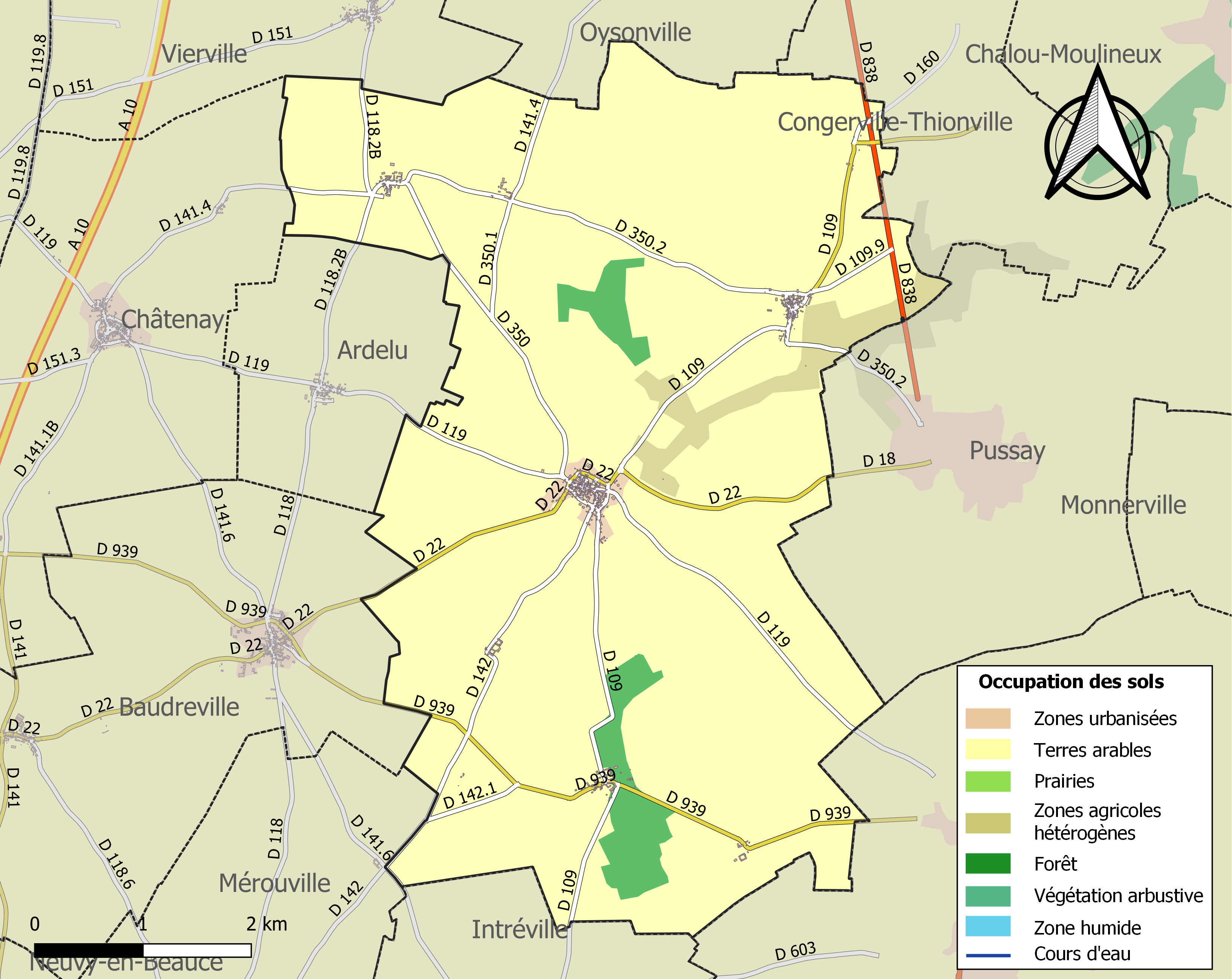
Kaart van de gemeente met belangrijkste infrastructuur, bodemgebruik en omliggende gemeenten

## Demografie
Onderstaande figuur toont het verloop van het inwonertal (bron: INSEE-tellingen).